# Lac-Etchemin
Lac-Etchemin, antes también conocido como Ware, Sainte-Germaine-du-Lac-Etchemin y Sainte-Germaine-de-Dorchester, es un municipio perteneciente a la provincia de Quebec en Canadá. Es la sede y el municipio más poblado del municipio regional de condado (MRC) de Les Etchemins en la región administrativa de Chaudière-Appalaches.

## Geografía

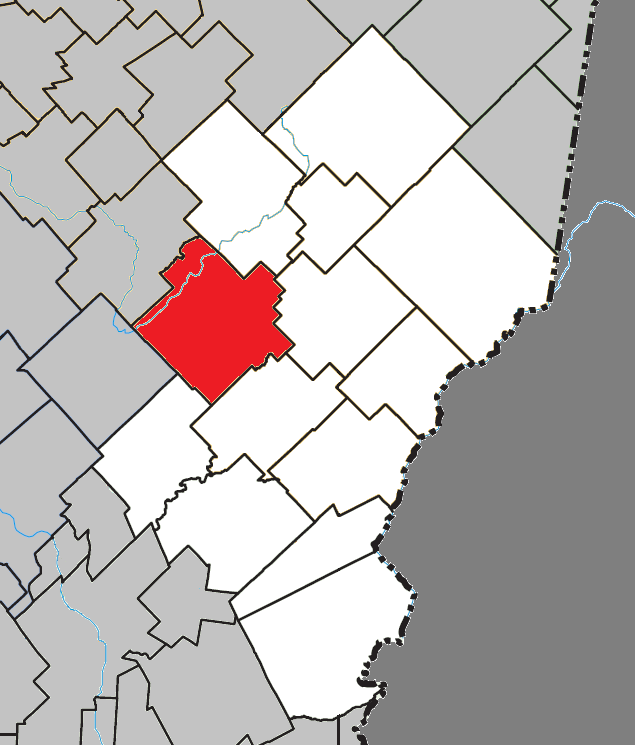
Ubicación de Lac-Etchemin en el MRC de Les Etchemins

Lac-Etchemin se encuentra en la parte oeste del MRC de Les Etchemins, al largo del lago Etchemin. La longitud del lago es de 5 km. Limita al norte con Saint-Luc-de-Bellechasse, al este con Sainte-Justine, al sureste con Sainte-Rose-de-Watford, al suroeste con Saint-Benjamin, al oeste con Saint-Odilon-de-Cranbourne u al noroeste con Saint-Léon-de-Standon. Su superficie total es de 161,84 km², de los cuales 157,69 km² son tierra firme.

## Historia
William Ware midió el territorio en 1825, a petición de la legislatura de Bajo Canadá. William Henderson completó su trabajo en 1828. Los primeros habitantes, oriundos de Beauce, de Sainte-Claire y de Saint-Anselme se establecieron en 1840. El fundador de la localidad sería Therence McCaughry. La misión católica, creada en 1867, fue nombrada Sainte-Germaine, para honrar santa Germana Cousin. La parroquia católica de Sainte-Germaine-du-Lac-Etchemin fue instituida en 1869. El municipio de cantón de Ware fue creado en 1870 a partir de territorios de los cantones de Ware et de Cranbourne. El municipio de parroquia de Sainte-Germaine-du-Lac-Etchemin lo reemplazó en 1874. La palabra abenaki Etchemin significa tierra de piel para las raquetas o los humanos. Antes, hubo muchos caribús y Alces, permitiendo el aprovisionamiento en pieles.
El municipio de pueblo de Sainte-Germaine-du-Lac-Etchemin fue creado en 1959 por separación del municipio de parroquia. Este municipio cambió su nombre para el de Lac-Etchemin el año siguiente y consiguió el estatuto de ciudad en 1966. En 2001, el municipio actual de Lac-Etchemin fue instituido por fusión del municipios de parroquia de Saint-Germaine-du-Lac-Etchemin y de la ciudad de Lac-Etchemin.

## Política
Lac-Etchemin forma parte del MRC de Les Etchemins. El consejo municipal se compone del alcalde y de seis consejeros sin división territorial El alcalde actual (2015) es Harold Gagnon, que sucedió a Jean-Guy Breton en 2009.
|            | 2005-2009                                                                                  | 2009-2013                                                                           | 2013-2017                                                                             |
| Alcalde    | Jean-Guy Breton                                                                            | Harold Gagnon                                                                       | Harold Gagnon                                                                         |
| Consejeros | Édith Cloutier Harold Gagnon Michel Giguère Pauline Langevin Renald Provençal Jean Vincent | Pierre Dallaire Sylvain Drouin Serge Plante Paul Poulin France Tanguay André Turmel | Sylvain Drouin Jean-Guy Gosselin Judith Leblond Serge Plante Paul Poulin André Turmel |

* Al inicio del termo pero no al fin.  ** Al fin del termo pero no al inicio.  # En el partido del alcalde.
El territorio del municipio está ubicado en la circunscripción electoral de Bellechasse a nivel provincial y de Lévis—Bellechasse a nivel federal.

## Demografía
Según el censo de Canadá de 2011, Lac-Etchemin contaba con 4061 habitantes. La densidad de población estaba de 25,8 hab./km². Entre 2006 y 2011 hubo una adición de 16 habitantes (0,4 %). En 2011, el número total de inmuebles particulares era de 2065, de los que 1727 estaban ocupados por residentes habituales, otros siendo en mayor parte residencias secundarias. El pueblo contaba con 2332 habitantes, o 57,4% de la población del municipio, en 2011.
Evolución de la población total, 1991-2015

## Sociedad
Los habitantes han construido sanctuario dedicado a la Virgin María sobre la orilla del lago.

### Personalidades
- Joseph-Damase Bégin (1900-1977), político.
- Louise Bégin (1955-), política.
- Denis Bernard (1957-), actor.
- Philippe Deblois (1980-) jugador de hockey.
- Marie-Michèle Gagnon (1989-), esquiadora.
- Joseph-Charles-Ernest Ouellet (1882-1952) político.
- Bobby Nadeau (1988-), jugador de hockey.
- Simon Nadeau (1983-), jugador de hockey.
- Maxime Tanguay (1988-), jugador de hockey.